# قصر الحرم

## الموقع
يقع هذا القصر داخل القسم العسكري من قلعة صلاح الدين الأيوبي بالطرف الشمالي الغربي منها مشرفا على جبل المقطم ومنطقة الحطابة، وقد أمر بإنشاء هذا القصر محمد علي باشا وذلك في سنة 1242 هـ/ 1826م كما ورد بلوحة النص التأسيسي المثبت على المدخل الرئيسي للجناج الشرقي.

## نبذة تاريخية
وكان هذا القصر مخصصا كمقر لسكن الوالي محمد على باشا وأسرته وحريمه وقد ظل يستخدم كقصرا حتى مجيئ الاحتلال البريطاني إلى مصر سنة 1298 هـ / 1882م فتحول القصر إلى مقر للحاكم العسكري للجيش البريطاني ثم استخدم كمستشفى لقوات الاحتلال البريطاني، إلى أن استردته الحكومة المصرية في عهد الملك فاروق الأول سنة 1946م ورفع العلم المصري بها وخضع منذ ذلك التاريخ للجنة حفظ الآثار العربية ثم تولته وزارة الحربية وأعدته ليكون متحفا حربياً.

## المتحف الحربي
يحكي تاريخ الجيش المصري على مر العصور بدلا من المتحف الحربي الذي كان قد أنشئ بقصر الدوبارة بشارع الشيخ رمضان سنة 1937م وتم افتتاح المتحف الحربي بالقلعة في 20 نوفمبر سنة 1949م.
يشغل هذا القصر بمبانيه والحدائق الملحقة به وأفنيته مساحة إجمالية تبلغ حوالى خمسة وعشرين ألف متر مربع، ويتكون القصر من ثلاث أجنحة رئيسية تتكون من طابقين وهى الجناح الشرقي والجناح الأوسط والجناح الغربي، ويتخلل مباني هذه الأجنحة عدة أفنية أمامية وخلفية وجانبية فضلا عن أن الجناح الشرقي ينقسم بدوره إلى قسمين رئيسيين هما مباني الحراسة وتبدأ من المدخل الرئيسي وسراي الإقامة في الجزء الخلفى من هذا الجناح.